# Millennium Hilton Bangkok
Le Millennium Hilton Bangkok est un hôtel de Bangkok en Thaïlande construit en 2006.
D'une hauteur de 121 mètres, il abrite sur 32 étages un hôtel de la chaine Hilton.